# Firby, Westow
Firby är en by i civil parish Westow, i kommunen North Yorkshire, i grevskapet North Yorkshire, i England. Byn är belägen 20 km från York. Firby var en civil parish 1866–1986 när blev den en del av Westow. Civil parish hade 40 invånare år 1971. Byn nämndes i Domedagsboken (Domesday Book) år 1086, och kallades då Friebia.